# UCI Europe Tour 2008
Navigation
Édition précédente Édition suivante
L'UCI Europe Tour 2008 est la quatrième édition de l'UCI Europe Tour, l'un des cinq circuits continentaux de cyclisme de l'Union cycliste internationale. Il est composé de plus de 300 compétitions, organisées du 21 octobre 2007 au 16 octobre 2008 en Europe. Les championnats du monde élites et moins de 23 ans disputés à Varèse bien que non officiellement inscrits au calendrier comptent pour le classement tout comme les championnats nationaux.

## Calendrier des épreuves

### Octobre 2007
| Date | Course             | Pays   | Classe | Vainqueur        | Équipe              |
| ---- | ------------------ | ------ | ------ | ---------------- | ------------------- |
| 21.  | Chrono des Nations | France | 1.1    | László Bodrogi   | Crédit agricole     |
| 27.  | Florence-Pistoia   | Italie | 1.1    | Boris Shpilevsky | Kio Ene-Tonazzi-DMT |

### Février
| Date    | Course                                   | Pays     | Classe | Vainqueur             | Équipe                |
| ------- | ---------------------------------------- | -------- | ------ | --------------------- | --------------------- |
| 3.      | Grand Prix d'ouverture La Marseillaise   | France   | 1.1    | Hervé Duclos-Lassalle | Cofidis               |
| 6.-10.  | Étoile de Bessèges                       | France   | 2.1    | Yury Trofimov         | Bouygues Telecom      |
| 9.      | Grand Prix de la côte étrusque           | Italie   | 1.1    | Gabriele Balducci     | Acqua & Sapone        |
| 10.     | Trofeo Mallorca                          | Espagne  | 1.1    | Philippe Gilbert      | La Française des jeux |
| 11.     | Trofeo Cala Millor-Cala Bona             | Espagne  | 1.1    | Graeme Brown          | Rabobank              |
| 11.-13. | Tour de la province de Reggio de Calabre | Italie   | 2.1    | Daniele Pietropolli   | L.P.R. Brakes         |
| 12.     | Trofeo Pollença                          | Espagne  | 1.1    | José Joaquín Rojas    | Caisse d'Épargne      |
| 13.     | Trofeo Soller                            | Espagne  | 1.1    | Philippe Gilbert      | La Française des jeux |
| 13.-17. | Tour méditerranéen                       | France   | 2.1    | Alexandre Botcharov   | Crédit agricole       |
| 14.     | Trofeo Calvia                            | Espagne  | 1.1    | Gert Steegmans        | Quick Step-Innergetic |
| 15.-17. | Tour de la province de Grosseto          | Italie   | 2.1    | Filippo Pozzato       | Liquigas              |
| 17.-21. | Tour d’Andalousie                        | Espagne  | 2.1    | Pablo Lastras         | Caisse d'Épargne      |
| 20.-24. | Tour de l’Algarve                        | Portugal | 2.1    | Stijn Devolder        | Quick Step-Innergetic |
| 23.     | Trofeo Laigueglia                        | Italie   | 1.1    | Luca Paolini          | Acqua & Sapone        |
| 23.     | Coppa San Geo                            | Italie   | 1.2    | Michele Merlo         | Velo Club Mantovani   |
| 23.     | Boucles du Sud Ardèche                   | France   | 1.2    | Gatis Smukulis        | VC La Pomme Marseille |
| 24.     | Tour du Haut-Var                         | France   | 1.1    | Davide Rebellin       | Gerolsteiner          |
| 26.-1.  | Tour de la Communauté valencienne        | Espagne  | 2.1    | Rubén Plaza           | Benfica               |
| 29.-2.  | Trois jours de Vaucluse                  | France   | 2.2    | Nicolas Vogondy       | Agritubel             |

### Mars
| Date    | Course                                  | Pays       | Classe | Vainqueur          | Équipe                 |
| ------- | --------------------------------------- | ---------- | ------ | ------------------ | ---------------------- |
| 1.      | Beverbeek Classic                       | Belgique   | 1.2    | Johan Coenen       | Topsport Vlaanderen    |
| 1.      | Circuit Het Volk                        | Belgique   | 1.HC   | Philippe Gilbert   | La Française des jeux  |
| 2.      | Clásica de Almería                      | Espagne    | 1.1    | Juan José Haedo    | CSC                    |
| 2.      | Kuurne-Bruxelles-Kuurne                 | Belgique   | 1.1    | Steven de Jongh    | Quick Step-Innergetic  |
| 2.      | Grand Prix de Lugano                    | Suisse     | 1.1    | Rinaldo Nocentini  | AG2R La Mondiale       |
| 2.      | Trofeo Zssdi                            | Italie     | 1.2    | Manuele Boaro      | Zalf Désirée Fior      |
| 4.-8.   | Tour de Murcie                          | Espagne    | 2.1    | Alejandro Valverde | Caisse d'Épargne       |
| 5.      | Le Samyn                                | Belgique   | 1.1    | Philippe Gilbert   | La Française des jeux  |
| 7.-9.   | Trois Jours de Flandre-Occidentale      | Belgique   | 2.1    | Bobbie Traksel     | P3 Transfer-Batavus    |
| 8.      | Monte Paschi Eroica                     | Italie     | 1.1    | Fabian Cancellara  | CSC                    |
| 8.      | Flèche flamande                         | Belgique   | 1.2    | Bram Schmitz       | Van Vliet-EBH Elshof   |
| 9.      | Poreč Trophy                            | Croatie    | 1.2    | Aldo Ino Ilešič    | Sava                   |
| 9.      | Trofeo Franco Balestra                  | Italie     | 1.2    | Wojciech Dybel     | MGK Vis Norda          |
| 9.      | Grand Prix de Lillers                   | France     | 1.2    | Dominic Klemme     | 3C Gruppe              |
| 12.-18. | Tirreno-Adriatico                       | Italie     | 2.HC   | Fabian Cancellara  | CSC                    |
| 13.-16. | Tour du district de Santarém            | Portugal   | 2.1    | Maurizio Biondo    | Ceramica Flaminia      |
| 13.-16. | Istrian Spring Trophy                   | Croatie    | 2.2    | Eddy Ratti         | Nippo-Endeka           |
| 16.     | Giro del Mendrisiotto                   | Suisse     | 1.2    | Eddy Serri         | Miche-Silvercross      |
| 16.     | Paris-Troyes                            | France     | 1.2    | Jean-Luc Delpech   | Bretagne-Armor Lux     |
| 16.     | Circuit du Pays de Waes                 | Belgique   | 1.2    | Niko Eeckhout      | Topsport Vlaanderen    |
| 19.     | Nokere Koerse                           | Belgique   | 1.1    | Wouter Weylandt    | Quick Step-Innergetic  |
| 20.-23. | The Paths of King Nikola                | Monténégro | 2.2    | Mitja Mahorič      | Perutnina Ptuj         |
| 21.     | Classic Loire-Atlantique                | France     | 1.2    | Mikel Gaztañaga    | Agritubel              |
| 23.     | Tour du Groene Hart                     | Pays-Bas   | 1.1    | Tomas Vaitkus      | Astana                 |
| 23.     | Grand Prix Cholet-Pays de la Loire      | France     | 1.1    | Janek Tombak       | Mitsubishi-Jartazi     |
| 23.     | Grand Prix San Giuseppe                 | Italie     | 1.2    | Damian Walczak     | MG Kvis Norda Pacific  |
| 23.     | Roue tourangelle                        | France     | 1.2    | Vitaliy Kondrut    | ISD-Sport Donetsk      |
| 24.     | Giro Belvedere di Villa di Cordignano   | Italie     | 1.2U   | Davide Malacarne   | Lucchini Nuova Comauto |
| 24.-28. | Tour de Castille-et-León                | Espagne    | 2.1    | Alberto Contador   | Astana                 |
| 24.-30. | Tour de Normandie                       | France     | 2.2    | Antoine Dalibard   | Bretagne-Armor Lux     |
| 25.     | Gran Premio Palio del Recioto           | Italie     | 1.2U   | Gianluca Brambilla | Zalf Désirée Fior      |
| 25.-29. | Semaine internationale Coppi et Bartali | Italie     | 2.1    | Cadel Evans        | Silence-Lotto          |
| 26.     | À travers les Flandres                  | Belgique   | 1.1    | Sylvain Chavanel   | Cofidis                |
| 28.-30. | Grand Prix du Portugal                  | Portugal   | 2.NCup | Vitor Rodrigues    | Portugal A             |
| 29.     | Grand Prix E3                           | Belgique   | 1.HC   | Kurt Asle Arvesen  | CSC                    |
| 29.-30. | Critérium international                 | France     | 2.HC   | Jens Voigt         | CSC                    |
| 30.     | Flèche brabançonne                      | Belgique   | 1.1    | Sylvain Chavanel   | Cofidis                |
| 30.     | GP Llodio                               | Espagne    | 1.1    | Héctor Guerra      | Liberty Seguros        |

### Avril
| Date    | Course                                    | Pays               | Classe | Vainqueur            | Équipe                                       |
| ------- | ----------------------------------------- | ------------------ | ------ | -------------------- | -------------------------------------------- |
| 1.-3.   | Trois Jours de La Panne                   | Belgique           | 2.HC   | Joost Posthuma       | Rabobank                                     |
| 1.-6.   | Semaine cycliste lombarde                 | Italie             | 2.1    | Danilo Di Luca       | L.P.R. Brakes                                |
| 2.-6.   | Cinturón a Mallorca                       | Espagne            | 2.2    | Dirk Müller          | Sparkasse                                    |
| 4.      | Route Adélie de Vitré                     | France             | 1.1    | Kevyn Ista           | Agritubel                                    |
| 4.-5.   | Boucle de l'Artois                        | France             | 2.2    | Timofey Kritskiy     | Katyusha                                     |
| 4.-6.   | Triptyque des Monts et Châteaux           | Belgique           | 2.2    | Thomas De Gendt      | Davo                                         |
| 5.      | Hel van het Mergelland                    | Pays-Bas           | 1.1    | Tony Martin          | High Road                                    |
| 5.      | Grand Prix Miguel Indurain                | Espagne            | 1.HC   | Fabian Wegmann       | Gerolsteiner                                 |
| 6.      | Grand Prix de la ville de Rennes          | France             | 1.1    | Mikhaylo Khalilov    | Ceramica Flaminia-Bossini Doce               |
| 6.      | Trofeo Banca Popolare                     | Italie             | 1.2U   | Roman Maximov        | Friuli                                       |
| 8.-11.  | Circuit de la Sarthe                      | France             | 2.1    | Thomas Voeckler      | Bouygues Telecom                             |
| 9.-13.  | Tour de l’Alentejo                        | Portugal           | 2.1    | Héctor Guerra        | Liberty Seguros Continental                  |
| 10.     | Grand Prix Pino Cerami                    | Belgique           | 1.1    | Patrick Calcagni     | Barloworld                                   |
| 11.-13. | Circuit des Ardennes                      | France             | 2.2    | Jan Bakelants        | Beveren 2000-Quick Step                      |
| 12.     | Tour de Drenthe                           | Pays-Bas           | 1.1    | Coen Vermeltfoort    | Rabobank Continental                         |
| 12.     | Tour des Flandres espoirs                 | Belgique           | 1.NCup | Gatis Smukulis       | Lettonie                                     |
| 13.     | Klasika Primavera                         | Espagne            | 1.1    | Damiano Cunego       | Lampre-Fondital                              |
| 13.-20. | Tour de Turquie                           | Turquie            | 2.1    | David García Dapena  | Karpin Galicia                               |
| 15.     | Paris-Camembert                           | France             | 1.1    | Alejandro Valverde   | Caisse d'Épargne                             |
| 16.     | Grand Prix de l'Escaut                    | Belgique           | 1.HC   | Mark Cavendish       | High Road                                    |
| 16.     | Côte picarde                              | France             | 1.NCup | Kristjan Koren       | Slovénie                                     |
| 16.-20. | Tour du Loir-et-Cher                      | France             | 2.2    | Christofer Stevenson | GLS                                          |
| 17.     | Grand Prix de Denain                      | France             | 1.1    | Edvald Boasson Hagen | High Road                                    |
| 17.-20. | Rhône-Alpes Isère Tour                    | France             | 2.2    | Jérémie Dérangère    | SCO Dijon                                    |
| 19.     | Tour du Finistère                         | France             | 1.1    | David Le Lay         | Bretagne-Armor Lux                           |
| 19.     | Liège-Bastogne-Liège espoirs              | Belgique           | 1.2U   | Jan Bakelants        | Beveren 2000-Quick Step                      |
| 19.     | ZLM Tour                                  | Pays-Bas           | 1.NCup | Jacopo Guarnieri     | Italie                                       |
| 19.-23. | Grand Prix de Sotchi                      | Russie             | 2.2    | Dirk Müller          | Sparkasse                                    |
| 20.     | Tro Bro Leon                              | France             | 1.1    | Frédéric Guesdon     | La Française des jeux                        |
| 20.     | Giro d'Oro                                | Italie             | 1.1    | Gabriele Bosisio     | L.P.R. Brakes                                |
| 20.     | Tour de Düren                             | Allemagne          | 1.2    | Bram Schmitz         | Van Vliet-EBH Elshof                         |
| 20.     | Banja Luka-Belgrade I                     | Serbie             | 1.2    | Aldo Ino Ilešič      | Sava                                         |
| 21.     | Banja Luka-Belgrade II                    | Bosnie-Herzégovine | 1.2    | Matej Stare          | Perutnina Ptuj                               |
| 22.-25. | Tour du Trentin                           | Italie             | 2.1    | Vincenzo Nibali      | Liquigas                                     |
| 23.     | Flèche wallonne                           | Belgique           | 1.HC   | Kim Kirchen          | High Road                                    |
| 23.-27. | Tour d'Estrémadure                        | Espagne            | 2.2    | Daniel Lloyd         | An Post-M Donnelly-Grant Thornton-Sean Kelly |
| 25.     | Gran Premio della Liberazione             | Italie             | 1.2U   | Andrea Grendene      | Filmop Bottoli Ramonda Parolin               |
| 25.-27. | Tour de La Rioja                          | Espagne            | 2.1    | Manuel Calvente      | Contentpolis-Murcia                          |
| 25.-1.  | Tour de Bretagne                          | France             | 2.2    | Benoît Poilvet       | Bretagne-Armor Lux                           |
| 26.-1.  | Giro delle Regioni                        | Italie             | 2.NCup | Vitaliy Buts         | Ukraine                                      |
| 27.     | Tour de Hollande-Septentrionale           | Pays-Bas           | 1.1    | Robert Wagner        | Skil-Shimano                                 |
| 27.     | Paris - Mantes-en-Yvelines Espoirs        | France             | 1.2    | Florian Morizot      | Auber 93                                     |
| 27.     | East Midlands International Cicle Classic | Royaume-Uni        | 1.2    | Ciaran Power         | Pezula Racing                                |
| 30.-4.  | Flèche du Sud                             | Luxembourg         | 2.2    | Marcel Wyss          | Atlas Romer's Hausbäckerei                   |

### Mai
| Date    | Course                                                  | Pays      | Classe | Vainqueur              | Équipe                                       |
| ------- | ------------------------------------------------------- | --------- | ------ | ---------------------- | -------------------------------------------- |
| 1.      | Subida al Naranco                                       | Espagne   | 1.1    | Xavier Tondo           | LA-MSS                                       |
| 1.      | Mémorial Andrzeja Trochanowskiego                       | Pologne   | 1.2    | Tomasz Kiendyś         | CCC Polsat-Polkowice                         |
| 1.      | Grand Prix Copenhagen Classic                           | Danemark  | 1.2    | Allan Johansen         | CSC                                          |
| 1.      | Grand Prix du 1er mai                                   | Belgique  | 1.2    | Bobbie Traksel         | P3 Transfer-Batavus                          |
| 1.      | Grand Prix de Francfort                                 | Allemagne | 1.HC   | Karsten Kroon          | CSC                                          |
| 1.      | Grand Prix de Francfort (U23)                           | Allemagne | 1.2U   | Stefan Denifl          | Autriche                                     |
| 1.-3.   | Volta da Ascension                                      | Espagne   | 2.2    | Pablo de Pedro         | Supermercados Froiz                          |
| 2.      | Grand Prix de Moscou                                    | Russie    | 1.2    | Oļegs Meļehs           | Dynatek-Latvia                               |
| 3.      | Grand Prix de l'industrie et de l'artisanat de Larciano | Italie    | 1.1    | Eddy Ratti             | Nippo-Endeka                                 |
| 3.      | Majowy Wyscig Klasyczny - Lublin                        | Pologne   | 1.2    | Mateusz Mróz           | CCC Polsat-Polkowice                         |
| 3.      | Ronde van Overijssel                                    | Pays-Bas  | 1.2    | Robin Chaigneau        | Asito-Löwik                                  |
| 3.      | Mémorial Oleg Dyachenko                                 | Russie    | 1.2    | Timofey Kritskiy       | Katyusha                                     |
| 3.      | Grand Prix Bourgas                                      | Bulgarie  | 1.2    | Pavel Shumanov         | Hemus 1896                                   |
| 3.-7.   | Tour des Asturies                                       | Espagne   | 2.1    | Ángel Vicioso          | LA-MSS                                       |
| 4.      | Trophée des grimpeurs                                   | France    | 1.1    | David Le Lay           | Bretagne-Armor Lux                           |
| 4.      | Tour de Toscane                                         | Italie    | 1.1    | Mattia Gavazzi         | Preti Mangimi                                |
| 4.      | Circuito del Porto                                      | Italie    | 1.2    | Michele Nodari         | Italie                                       |
| 4.      | Tour de Berne                                           | Suisse    | 1.2U   | Jarosław Marycz        | fidibc.com                                   |
| 6.-11.  | Quatre Jours de Dunkerque                               | France    | 2.HC   | Stéphane Augé          | Cofidis                                      |
| 7.-11.  | Cinq anneaux de Moscou                                  | Russie    | 2.2    | Denis Galimzyanov      | Katyusha                                     |
| 7.-11.  | Giro del Friuli Venezia Giulia                          | Italie    | 2.2    | Hrvoje Miholjević      | BK Loborika                                  |
| 8.-11.  | Szlakiem Grodów Piastowskich                            | Pologne   | 2.1    | Bartosz Huzarski       | Pologne                                      |
| 8.-11.  | Tour de Chalkidiki                                      | Grèce     | 2.2    | Daniel Petrov          | Cycling Club Bourgas                         |
| 9.-11.  | Tour du Haut-Anjou                                      | France    | 2.2U   | Dennis van Winden      | Rabobank Continental                         |
| 9.-12.  | Tour de Berlin                                          | Allemagne | 2.2U   | Travis Meyer           | Southaustralia.com-AIS                       |
| 10.     | Scandinavian Race in Uppsala                            | Suède     | 1.2    | Morten Høberg          | Løgstør-Cycling for Health                   |
| 10.-11. | Clásica de Alcobendas                                   | Espagne   | 2.1    | Ezequiel Mosquera      | Karpin Galicia                               |
| 11.     | Gran Premio Industrie del Marmo                         | Italie    | 1.2    | Simone Stortoni        | Neri Lucchini Nuova Comauto                  |
| 11.     | Omloop der Kempen                                       | Pays-Bas  | 1.2    | Job Vissers            | Dommelstreek                                 |
| 12.     | Neuseen Classics                                        | Allemagne | 1.1    | Steffen Radochla       | Elk Haus-Simplon                             |
| 13.     | Mayor Cup                                               | Russie    | 1.2    | Timofey Kritskiy       | Katyusha                                     |
| 14.     | Tour de Frise                                           | Pays-Bas  | 1.1    | Gert Steegmans         | Quick Step-Innergetic                        |
| 15.-18. | Grand Prix Paredes Rota dos Móveis                      | Portugal  | 2.1    | Pedro Cardoso          | LA-MSS                                       |
| 16.-18. | Tour de Picardie                                        | France    | 2.1    | Sébastien Chavanel     | La Française des jeux                        |
| 17.     | Classic Beograd-Cacak                                   | Serbie    | 1.2    | Mitja Mahorič          | Perutnina Ptuj                               |
| 17.-25. | Olympia's Tour                                          | Pays-Bas  | 2.2    | Lars Boom              | Rabobank Continental                         |
| 18.     | Grand Prix Jasnej Góry                                  | Pologne   | 1.2    | Tomasz Kiendyś         | CCC Polsat-Polkowice                         |
| 18.     | Coppa Caivano                                           | Italie    | 1.2    | Samuele Marzoli        | NGC-Pagnoncelli-Perrel                       |
| 18.     | Raiffeisen Grand Prix                                   | Autriche  | 1.2    | Matej Stare            | Perutnina Ptuj                               |
| 18.-25. | FBD Insurance RÁS                                       | Irlande   | 2.2    | Stephen Gallagher      | An Post-M Donnelly-Grant Thornton-Sean Kelly |
| 21.-25. | Circuit de Lorraine                                     | France    | 2.1    | Steve Chainel          | Auber 93                                     |
| 22.-25. | Ronde de l'Isard                                        | France    | 2.2U   | Guillaume Bonnafond    | Chambéry Cyclisme Formation                  |
| 23.     | Tallinn-Tartu GP                                        | Estonie   | 1.1    | Mart Ojavee            | Rietumu Bank-Riga                            |
| 23.     | Grand Prix Hydraulika Mikolasek                         | Slovaquie | 1.2    | Péter Kusztor          | P-Nívó Betonexpressz 2000                    |
| 24.     | SEB Tartu GP                                            | Estonie   | 1.1    | Aleksejs Saramotins    | Rietumu Bank-Riga                            |
| 24.     | Grand Prix Kooperativa                                  | Slovaquie | 1.2    | Esad Hasanović         | Serbien                                      |
| 25.     | Velika Nagrada Ptuja                                    | Slovénie  | 1.2    | Gregor Gazvoda         | Perutnina Ptuj                               |
| 25.     | Grand Prix Palma                                        | Slovaquie | 1.2    | Christoph Meschenmoser | Ista                                         |
| 27.-1.  | Tour de Navarre                                         | Espagne   | 2.2    | Diego Tamayo           | Azpiro Ugarte                                |
| 28.-1.  | Tour de Belgique                                        | Belgique  | 2.1    | Stijn Devolder         | Quick Step-Innergetic                        |
| 28.-1.  | Tour de Bavière                                         | Allemagne | 2.HC   | Christian Knees        | Milram                                       |
| 29.-1.  | Tour de Gironde                                         | France    | 2.2    | Julien Guay            | Vendée U                                     |
| 31.     | Grand Prix de Plumelec-Morbihan                         | France    | 1.1    | Thomas Voeckler        | Bouygues Telecom                             |
| 31.     | Grand Prix Kranj                                        | Slovénie  | 1.1    | Grega Bole             | Adria Mobil                                  |

### Juin
| Date    | Course                                       | Pays        | Classe | Vainqueur          | Équipe                             |
| ------- | -------------------------------------------- | ----------- | ------ | ------------------ | ---------------------------------- |
| 1.      | Boucles de l’Aulne                           | France      | 1.1    | Romain Feillu      | Agritubel                          |
| 1.      | Coppa della Pace                             | Italie      | 1.2    | Ben Swift          | Grande Bretagne                    |
| 1.      | Paris-Roubaix espoirs                        | France      | 1.2U   | Coen Vermeltfoort  | Rabobank Continental               |
| 1.      | Riga GP                                      | Lettonie    | 1.2    | Normunds Lasis     | Dynatek-Latvia                     |
| 1.      | Rogaland Grand Prix                          | Norvège     | 1.2    | Michael Tronborg   | Designa Køkken                     |
| 2.      | Trofeo Alcide Degasperi                      | Italie      | 1.2    | Jarosław Marycz    | Fdbc                               |
| 2.-7.   | Tour de Lleida                               | Espagne     | 2.2    | Lars Boom          | Rabobank Continental               |
| 3.-8.   | Bałtyk-Karkonosze Tour                       | Pologne     | 2.2    | Radosław Romanik   | DHL-Author                         |
| 4.-8.   | Ringerike Grand Prix                         | Norvège     | 2.2    | Fredrik Ericsson   | Cykelcity.se                       |
| 4.-8.   | Tour de Luxembourg                           | Luxembourg  | 2.HC   | Joost Posthuma     | Rabobank                           |
| 6.-8.   | Bicyclette basque                            | Espagne     | 2.HC   | Eros Capecchi      | Saunier Duval-Scott                |
| 7.      | Mémorial Marco Pantani                       | Italie      | 1.1    | Enrico Rossi       | NGC Medical-OTC Industria Porte    |
| 7.      | Grand Prix de la Forêt-Noire                 | Allemagne   | 1.1    | Mathias Frank      | Gerolsteiner                       |
| 7.-14.  | Tour de Roumanie                             | Roumanie    | 2.2    | Rida Cador         | P-Nívó Betonexpressz 2000 Corratec |
| 8.      | Coppa Colli Briantei Internazionale          | Italie      | 1.2    | Leigh Howard       | Australie                          |
| 8.      | Mémorial Philippe Van Coningsloo             | Belgique    | 1.2    | Stijn Joseph       | Beveren 2000-Quick Step            |
| 8.      | Trofeo Città di San Vendemiano               | Italie      | 1.2U   | Simon Clarke       | Southaustralia.com-AIS             |
| 8.      | Grand Prix du canton d’Argovie               | Suisse      | 1.HC   | Lloyd Mondory      | AG2R La Mondiale                   |
| 10.-14. | Tour de Slovénie                             | Slovénie    | 2.1    | Jure Golčer        | L.P.R. Brakes                      |
| 10.-15. | Tour de Thuringe                             | Allemagne   | 2.2U   | Patrick Gretsch    | Thüringer Energie                  |
| 11.     | Veenendaal-Veenendaal                        | Pays-Bas    | 1.HC   | Robert Förster     | Gerolsteiner                       |
| 11.-17. | Circuito Montañés                            | Espagne     | 2.2    | Alexey Shchebelin  | Cinelli-OPD                        |
| 12.-15. | Grand Prix CTT Correios de Portugal          | Portugal    | 2.1    | Nuno Ribeiro       | Liberty Seguros Continental        |
| 12.-15. | Ronde de l'Oise                              | France      | 2.2    | Niels Brouzes      | Auber 93                           |
| 13.-15. | Delta Tour Zeeland                           | Pays-Bas    | 2.1    | Christopher Sutton | Slipstream-Chipotle                |
| 16.-22. | Tour de Serbie                               | Serbie      | 2.2    | Matija Kvasina     | Perutnina Ptuj                     |
| 17.-21. | Ster Elektrotoer                             | Pays-Bas    | 2.1    | Enrico Gasparotto  | Barloworld                         |
| 19.-22. | Route du Sud                                 | France      | 2.1    | Daniel Martin      | Slipstream-Chipotle                |
| 19.-22. | Boucles de la Mayenne                        | France      | 2.2    | Freddy Bichot      | Agritubel                          |
| 20.     | Abergavenny Criterium International          | Royaume-Uni | 1.2    | Russell Downing    | Pinarello                          |
| 20.-22. | Mainfranken-Tour                             | Allemagne   | 2.2U   | Mykhailo Kononenko | Ukraine                            |
| 22.     | Grand Prix of Wales                          | Royaume-Uni | 1.2    | Russell Downing    | Pinarello                          |
| 22.     | Grand Prix Nordjylland                       | Danemark    | 1.2    | Daniel Foder       | Løgstør                            |
| 25.     | Halle-Ingooigem                              | Belgique    | 1.1    | Gert Steegmans     | Quick Step-Innergetic              |
| 25.     | Internationale Wielertrofee Jong Maar Moedig | Belgique    | 1.2    | Stijn Neirynck     | Beveren 2000                       |

### Juillet
| Date    | Course                                            | Pays      | Classe | Vainqueur                         | Équipe                             |
| ------- | ------------------------------------------------- | --------- | ------ | --------------------------------- | ---------------------------------- |
| 1.      | Trofeo Città di Brescia                           | Italie    | 1.2    | Giuseppe De Maria                 | Brunero Camel                      |
| 2.-6.   | Course de la Solidarité olympique                 | Pologne   | 2.1    | Łukasz Bodnar                     | DHL-Author                         |
| 3.      | Championnat d’Europe du contre-la-montre espoirs  | Italie    | CC     | Adriano Malori                    | Italie                             |
| 5.      | Tour du Jura                                      | Suisse    | 1.2    | Massimiliano Maisto               | NGC Medical-OTC Industria Porte    |
| 5.      | Championnat d’Europe sur route espoirs            | Italie    | CC     | Cyril Gautier                     | France                             |
| 6.      | Tour du Doubs                                     | France    | 1.1    | Anthony Geslin                    | Bouygues Telecom                   |
| 6.      | Giro delle Valli Aretine                          | Italie    | 1.2    | Enrico Zen                        | Filmop Ramonda Parolin Bottoli     |
| 6.      | De Drie Zustersteden                              | Belgique  | 1.2    | Nicky Cocquyt                     | Rock Werchter-Chocolat Jacques     |
| 6.-13.  | Tour d’Autriche                                   | Autriche  | 2.HC   | Thomas Rohregger                  | Elk Haus-Simplon                   |
| 9.-13.  | Trophée Joaquim Agostinho                         | Portugal  | 2.2    | Tiago Machado                     | Madeinox-Boavista                  |
| 10.-12. | Grand Prix cycliste de Gemenc                     | Hongrie   | 2.2    | Davide Torosantucci               | Katay                              |
| 12.     | Cronoscalata Gardone Val Trompia-Prati di Caregno | Italie    | 1.2    | Robert Vrečer                     | Radenska KD Financial Point        |
| 13.     | Pomorski Klasyk                                   | Pologne   | 1.2    | Dariusz Baranowski                | DHL-Author                         |
| 13.     | Giro del Medio Brenta                             | Italie    | 1.2    | Robert Vrečer                     | Radenska KD Financial Point        |
| 18.-20. | Tour de Madrid                                    | Espagne   | 2.1    | Oleg Chuzhda                      | Contentpolis-Murcia                |
| 19.     | Grand Prix Cristal Energie                        | France    | 1.2    | Dan Craven                        | Fidibc.com                         |
| 19.     | Plovdiv Cup                                       | Bulgarie  | 1.2    | Aleksandar Dukic                  |                                    |
| 20.     | Trofeo Matteotti                                  | Italie    | 1.1    | Paolo Bettini                     | Quick Step-Innergetic              |
| 20.     | Giro del Casentino                                | Italie    | 1.2    | Simone Ponzi / Pierpaolo De Negri |                                    |
| 23.-27. | Tour de Saxe                                      | Allemagne | 2.1    | Bert Grabsch                      | Columbia                           |
| 23.-27. | Brixia Tour                                       | Italie    | 2.1    | Santo Anzà                        | Serramenti PVC Diquigiovanni       |
| 25.     | Prueba Villafranca de Ordizia                     | Espagne   | 1.1    | Vladimir Karpets                  | Caisse d'Épargne                   |
| 26.     | Grand Prix Bradlo                                 | Slovaquie | 1.2    | Péter Kusztor                     | P-Nívó Betonexpressz 2000 Corratec |
| 26.-28. | Kreiz Breizh                                      | France    | 2.2    | Blel Kadri                        | Albi Vélo Sport                    |
| 26.-30. | Tour de Wallonie                                  | Belgique  | 2.HC   | Sergei Ivanov                     | Astana                             |
| 27.     | Gran Premio Inda                                  | Italie    | 1.2    | Jarosław Marycz                   | FidiBC.com                         |
| 27.     | Grand Prix de Pérenchies                          | France    | 1.2    | Steven De Neef                    | Davitamon-Lotto-Jong Vlaanderen    |
| 29.-2.  | Dookola Mazowska                                  | Pologne   | 2.2    | Marcin Sapa                       | DHL-Author                         |
| 30.-3.  | Tour Alsace                                       | France    | 2.2    | Robert Bengsch                    | Allemagne                          |
| 30.-3.  | Tour du Danemark                                  | Danemark  | 2.HC   | Jakob Fuglsang                    | Designa Køkken                     |
| 31.     | Circuit de Getxo                                  | Espagne   | 1.1    | Reinier Honig                     | P3 Transfer-Batavus                |

### Août
| Date    | Course                               | Pays      | Classe | Vainqueur            | Équipe                                       |
| ------- | ------------------------------------ | --------- | ------ | -------------------- | -------------------------------------------- |
| 1.      | GP Artigianato Carnaghese            | Italie    | 1.1    | Francesco Ginanni    | Serramenti PVC Diquigiovanni                 |
| 1.      | Grand Prix Betonexpressz 2000        | Hongrie   | 1.2    | Péter Kusztor        | P-Nívó Betonexpressz 2000 Corratec           |
| 2.      | Grand Prix Nobili Rubinetterie       | Italie    | 1.1    | Giampaolo Cheula     | Barloworld                                   |
| 2.      | Grand Prix P-Nívó                    | Hongrie   | 1.2    | Gergely Ivanics      | P-Nívó Betonexpressz 2000 Corratec           |
| 2.      | Scandinavian Open Road Race          | Suède     | 1.2    | Aleksejs Saramotins  | Rietumu Bank-Riga                            |
| 3.      | Tour des Apennins                    | Italie    | 1.1    | Alessandro Bertolini | Serramenti PVC Diquigiovanni                 |
| 3.      | Polynormande                         | France    | 1.1    | Arnaud Gérard        | La Française des jeux                        |
| 3.      | Subida a Urkiola                     | Espagne   | 1.1    | David Arroyo         | Caisse d'Épargne                             |
| 3.      | Tour de Bochum                       | Allemagne | 1.1    | Eric Baumann         | Sparkasse                                    |
| 3.      | Giro Ciclistico del Cigno            | Italie    | 1.2    | Federico Vitali      | Cyber Team Oleodin. Panni                    |
| 5.      | Gran Premio Folignano                | Italie    | 1.2    | Alessandro De Marchi | Brisot Cardin Bibanese                       |
| 5.-9.   | Tour de León                         | Espagne   | 2.2    | Wout Poels           | P3 Transfer-Batavus                          |
| 5.-9.   | Tour des Pyrénées                    | France    | 2.2    | Dan Fleeman          | An Post-M Donnelly-Grant Thornton-Sean Kelly |
| 5.-9.   | Tour de Burgos                       | Espagne   | 2.HC   | Xabier Zandio        | Caisse d'Épargne                             |
| 6.-7.   | Paris-Corrèze                        | France    | 2.1    | Miyataka Shimizu     | Meitan Hompo-GDR                             |
| 7.      | Grand Prix de la ville de Camaiore   | Italie    | 1.1    | Leonardo Bertagnolli | Liquigas                                     |
| 7.-9.   | Małopolski Wyścig Górski             | Pologne   | 2.2    | Marcin Sapa          | DHL-Author                                   |
| 7.-10.  | Tour de Szeklerland                  | Roumanie  | 2.2    | Martin Hebík         | AC Sparta Prague                             |
| 10.     | Trofeo Internazionale Bastianelli    | Italie    | 1.2    | Peter Kennaugh       | Grande-Bretagne                              |
| 10.     | Tour de Fyen                         | Danemark  | 1.2    | Lars Ulrich Sørensen | Energi Fyn                                   |
| 10.-13. | Tour de l'Ain                        | France    | 2.1    | Linus Gerdemann      | Columbia                                     |
| 11.     | Gran Premio Città di Felino          | Italie    | 1.2    | Egor Silin           | Russie                                       |
| 13.-24. | Tour du Portugal                     | Portugal  | 2.HC   | David Blanco         | Palmeiras Resort-Tavira                      |
| 14.     | Puchar Ministra Obrony Narodowej     | Pologne   | 1.2    | Bartłomiej Matysiak  | Legia                                        |
| 16.     | Memorial Henryka Lasaka              | Pologne   | 1.1    | Krzysztof Jeżowski   | CCC Polsat-Polkowice                         |
| 16.     | Gran Premio Capodarco                | Italie    | 1.2    | Peter Kennaugh       | Grande-Bretagne                              |
| 17.     | Flèche des ports flamands            | Belgique  | 1.2    | Jonas Aaen Jørgensen | GLS                                          |
| 17.     | Gara Ciclistica Montappone           | Italie    | 1.2    | Anton Sintsov        | Centri della Calzatura-Partizan              |
| 17.     | Coupe des Carpates                   | Pologne   | 1.2    | Mariusz Witecki      | Mroz Action Uniqa                            |
| 18.     | GP Artigianato di Castelfidardo      | Italie    | 1.2    | Alexey Tsatevitch    | Russie                                       |
| 19.     | Grand Prix de la ville de Zottegem   | Belgique  | 1.1    | Roy Sentjens         | Silence-Lotto                                |
| 19.     | Trophée de la ville de Castelfidardo | Italie    | 1.2    | Adriano Malori       | Filmop Parolin                               |
| 19.     | Trois vallées varésines              | Italie    | 1.HC   | Francesco Ginanni    | Serramenti PVC Diquigiovanni                 |
| 19.     | Grand Prix des Marbriers             | France    | 1.2    | Ben Hermans          | Davo                                         |
| 19.-22. | Tour du Limousin                     | France    | 2.1    | Sébastien Hinault    | Crédit agricole                              |
| 20.     | Coppa Agostoni                       | Italie    | 1.1    | Linus Gerdemann      | Columbia                                     |
| 20.-24. | Rothaus Regio-Tour                   | Allemagne | 2.1    | Björn Schröder       | Milram                                       |
| 20.-24. | Grand Prix Tell                      | Suisse    | 2.2    | Timofey Kritskiy     | Katyusha                                     |
| 21.     | Coppa Bernocchi                      | Italie    | 1.1    | Steve Cummings       | Barloworld                                   |
| 22.-24. | Szlakiem Walk Majora Hubala          | Pologne   | 2.2    | Tomasz Kiendyś       | CCC Polsat-Polkowice                         |
| 23.     | Trofeo Melinda                       | Italie    | 1.1    | Leonardo Bertagnolli | Liquigas                                     |
| 24.     | Clasica a los Puertos                | Espagne   | 1.1    | Levi Leipheimer      | Astana                                       |
| 26.-31. | Giro della Valle d’Aosta Monta Blanc | Italie    | 2.2    | Michele Gaia         | UC Bergamasca 1902-De Nardi-Colpack          |
| 27.     | Druivenkoers Overijse                | Belgique  | 1.1    | Dominic Klemme       | 3C Gruppe                                    |
| 27.-31. | Tour d'Irlande                       | Irlande   | 2.1    | Marco Pinotti        | Columbia                                     |
| 31.     | Tour de Vénétie                      | Italie    | 1.HC   | Francesco Ginanni    | Serramenti PVC Diquigiovanni                 |
| 31.     | Châteauroux Classic de l'Indre       | France    | 1.1    | Anthony Ravard       | Agritubel                                    |
| 31.     | Tour de Rijke                        | Pays-Bas  | 1.1    | Steven de Jongh      | Quick Step-Innergetic                        |

### Septembre
| Date    | Course                                            | Pays        | Classe | Vainqueur                           | Équipe                      |
| ------- | ------------------------------------------------- | ----------- | ------ | ----------------------------------- | --------------------------- |
| 2.      | Coupe Sels                                        | Belgique    | 1.1    | Elia Rigotto                        | Milram                      |
| 3.      | Mémorial Rik Van Steenbergen                      | Belgique    | 1.1    | Gert Steegmans                      | Quick Step-Innergetic       |
| 3.-7.   | Tour de Slovaquie                                 | Slovaquie   | 2.2    | Kristoffer Nielsen                  | GLS                         |
| 5.-14.  | Tour de l'Avenir                                  | France      | 2.NCup | Jan Bakelants                       | Belgique                    |
| 6.      | Coppa Placci                                      | Italie      | 1.HC   | Luca Paolini                        | Acqua & Sapone              |
| 7.      | Tour de Romagne                                   | Italie      | 1.1    | Enrico Gasparotto                   | Barloworld                  |
| 7.      | Grand Prix Jef Scherens                           | Belgique    | 1.1    | Wouter Mol                          | P3 Transfer-Batavus         |
| 7.      | Ljubljana-Zagreb                                  | Slovénie    | 1.2    | Robert Vrečer                       | Radenska KD Financial Point |
| 7.      | Trofeo Salvatore Morucci                          | Italie      | 1.2    | Fabio Taborre                       | Aran Bls Cantina Tollo      |
| 7.      | Memorial Davide Fardelli                          | Suisse      | 1.2    | Marcel Kittel                       | Thüringer Energie           |
| 7.-14.  | Tour de Grande-Bretagne                           | Royaume-Uni | 2.1    | Geoffroy Lequatre                   | Agritubel                   |
| 7.-14.  | Tour de Bulgarie                                  | Bulgarie    | 2.2    | Ivaïlo Gabrovski                    | CC Nessebar                 |
| 10.-14. | Tour de Sochi                                     | Russie      | 2.2    | Vladimir Gusev                      | Russie                      |
| 13.     | Paris-Bruxelles                                   | Belgique    | 1.HC   | Robbie McEwen                       | Silence-Lotto               |
| 14.     | Tour de Nuremberg                                 | Allemagne   | 1.1    | André Greipel                       | Columbia                    |
| 14.     | Chrono champenois                                 | France      | 1.2    | Adriano Malori                      | Filmop                      |
| 14.     | Grand Prix de Fourmies                            | France      | 1.HC   | Giovanni Visconti                   | Quick Step-Innergetic       |
| 17.     | Grand Prix de Wallonie                            | Belgique    | 1.1    | Stefano Garzelli                    | Acqua & Sapone              |
| 18.     | Tour of Vojvodina I                               | Serbie      | 1.2    | Robert Vrečer                       | Radenska KD Financial Point |
| 19.     | Championnat des Flandres                          | Belgique    | 1.1    | André Greipel                       | Columbia                    |
| 19.     | Grand Prix de la Somme                            | France      | 1.1    | William Bonnet                      | Crédit agricole             |
| 20.     | Memorial Viviana Manservisi                       | Italie      | 1.1    | Alessandro Petacchi                 | L.P.R. Brakes               |
| 20.     | Tour of Vojvodina II                              | Serbie      | 1.2    | Gregor Gazvoda                      | Perutnina Ptuj              |
| 20.     | Lombardia Tour                                    | Italie      | 1.2    | Aleksejs Saramotins                 | Lettonie                    |
| 20.     | Prague-Karlovy Vary-Prague                        | Tchéquie    | 1.2    | Eric Baumann                        | Sparkasse                   |
| 21.     | Grand Prix de l'industrie et du commerce de Prato | Italie      | 1.1    | Mikhaylo Khalilov                   | Ceramica Flaminia           |
| 21.     | Grand Prix d'Isbergues                            | France      | 1.1    | William Bonnet                      | Crédit agricole             |
| 21.     | Trofeo Gianfranco Bianchin                        | Italie      | 1.2    | Robert Vrečer                       | Radenska KD Financial Point |
| 21.     | Duo normand                                       | France      | 1.2    | Martin Mortensen / Michael Tronborg | Designa Køkken              |
| 21.     | Giro del Canavese                                 | Italie      | 1.2U   | Simone Ponzi                        | Italie                      |
| 24.     | Circuit du Houtland                               | Belgique    | 1.1    | Martin Pedersen                     | GLS-Pakke Shop              |
| 24.-27. | Tour du Poitou-Charentes                          | France      | 2.1    | Benoît Vaugrenard                   | La Française des jeux       |
| 30.     | Circuit des bords flamands de l’Escaut            | Belgique    | 1.1    | Wouter Weylandt                     | Quick Step-Innergetic       |
| 30.     | Ruota d'Oro                                       | Italie      | 1.2    | Ben Gastauer                        | FidiBC.com                  |

### Octobre
| Date  | Course                    | Pays      | Classe | Vainqueur             | Équipe                              |
| ----- | ------------------------- | --------- | ------ | --------------------- | ----------------------------------- |
| 2.-5. | Circuit franco-belge      | Belgique  | 2.1    | Juan Antonio Flecha   | Rabobank                            |
| 3.    | Münsterland Giro          | Allemagne | 1.1    | André Greipel         | Columbia                            |
| 3.-5. | Cinturó de l'Empordà      | Espagne   | 2.2    | Luca Zanasca          | Centri della Calzatura-Partizan     |
| 4.    | Mémorial Cimurri          | Italie    | 1.1    | Mikhaylo Khalilov     | Ceramica Flaminia                   |
| 4.    | Piccolo Giro di Lombardia | Italie    | 1.2    | Daniele Ratto         | UC Bergamasca 1902-De Nardi-Colpack |
| 5.    | Tour de Vendée            | France    | 1.1    | Koldo Fernández       | Euskaltel-Euskadi                   |
| 5.    | Tour du Latium            | Italie    | 1.HC   | Francesco Masciarelli | Acqua & Sapone                      |
| 9.    | Coppa Sabatini            | Italie    | 1.1    | Mikhaylo Khalilov     | Ceramica Flaminia                   |
| 9.    | Paris-Bourges             | France    | 1.1    | Bernhard Eisel        | Columbia                            |
| 11.   | Tour d'Émilie             | Italie    | 1.HC   | Danilo Di Luca        | L.P.R. Brakes                       |
| 12.   | Grand Prix Bruno Beghelli | Italie    | 1.1    | Alessandro Petacchi   | L.P.R. Brakes                       |
| 12.   | Paris-Tours               | France    | 1.HC   | Philippe Gilbert      | La Française des jeux               |
| 12.   | Paris-Tours espoirs       | France    | 1.2U   | Tony Gallopin         | Comité d'Ile de France              |
| 14.   | Prix national de clôture  | Belgique  | 1.1    | Hans Dekkers          | Mitsubishi-Jartazi                  |
| 16.   | Tour du Piémont           | Italie    | 1.HC   | Daniele Bennati       | Liquigas                            |

### Courses annulées
| Date            | Course                               | Pays      | Classe |
| --------------- | ------------------------------------ | --------- | ------ |
| 23 février      | Neretva Kup 1                        | Croatie   | 1.2    |
| 26 fév-1er mars | Tour de Sardaigne                    | Italie    | 2.1    |
| 1er mars        | Grand Prix de Chiasso                | Suisse    | 1.1    |
| 1er mars        | Neretva Kup 2                        | Croatie   | 1.2    |
| 10 mars         | Tour de la province de Lucques       | Italie    | 1.1    |
| 24 mars         | Tour de Cologne                      | Allemagne | 1.HC   |
| 30 mars         | Grand Prix Grada Pag                 | Croatie   | 1.2    |
| 9-27 avril      | Tour of Civilizations                | Turquie   | 2.2    |
| 16-20 avril     | Tour d’Aragon                        | Espagne   | 2.1    |
| 16-20 avril     | Tour de Grèce                        | Grèce     | 2.2    |
| 23-27 avril     | Tour de Basse-Saxe                   | Allemagne | 2.1    |
| 26 avril        | À Travers le Brabant Wallon          | Belgique  | 1.2    |
| 2 mai           | Kärnten Viper Grand Prix             | Autriche  | 1.2    |
| 3 mai           | Grand Prix Herning                   | Danemark  | 1.1    |
| 4 mai           | Colliers Classic                     | Danemark  | 1.1    |
| 12 mai          | Ost-Belgique Rundfahrt               | Belgique  | 1.2    |
| 25 mai          | Clásica Memorial Txuma               | Espagne   | 1.2    |
| 13-22 juin      | Baby Giro                            | Italie    | 2.2    |
| 2 juillet       | Grand Prix Gerrie Knetemann          | Pays-Bas  | 1.1    |
| 5 juillet       | Criterium d'Abruzzo                  | Italie    | 1.1    |
| 13 juillet      | Grand Prix de Dourges-Hénin-Beaumont | France    | 1.2    |
| 9 août          | Tour du Latium                       | Italie    | 1.HC   |
| 12 août         | Giro delle Marche 1                  | Italie    | 1.1    |
| 13 août         | Giro delle Marche 2                  | Italie    | 1.1    |
| 16 août         | Memorial Fausto Coppi                | Italie    | 1.1    |
| 25 août         | Grand Prix de Beuvry-la-Forêt        | France    | 1.2    |
| 27 août         | Grand Prix Nobili Rubinetterie       | Italie    | 1.1    |
| 9-14 septembre  | Tour de Croatie                      | Croatie   | 2.2    |
| 13-14 septembre | Triptyque des Barrages               | Belgique  | 2.2    |
| 17-21 septembre | Tour des Trois Länder                | Allemagne | 2.1    |

## Classements finals
| #   | Coureur               | Pays        | Pts    |
| 1.  | Enrico Gasparotto     | Italie      | 644    |
| 2.  | Stefano Garzelli      | Italie      | 588,2  |
| 3.  | Mikhaylo Khalilov     | Ukraine     | 488    |
| 4.  | Luca Paolini          | Italie      | 476,2  |
| 5.  | Danilo Di Luca        | Italie      | 454,2  |
| 6.  | Stefan van Dijk       | Pays-Bas    | 448    |
| 7.  | Héctor Guerra         | Espagne     | 421    |
| 8.  | Francesco Ginanni     | Italie      | 407,4  |
| 9.  | Eddy Ratti            | Italie      | 336    |
| 10. | Bobbie Traksel        | Pays-Bas    | 335    |
| 11. | Janek Tombak          | Estonie     | 333    |
| 12. | Eric Baumann          | Allemagne   | 332    |
| 13. | Niko Eeckhout         | Belgique    | 319    |
| 14. | Aleksejs Saramotins   | Lettonie    | 318    |
| 15. | Steve Cummings        | Royaume-Uni | 316    |
| 16. | Lars Boom             | Pays-Bas    | 312,66 |
| 17. | Timofey Kritskiy *    | Russie      | 312    |
| 17. | Robert Vrečer         | Slovénie    | 312    |
| 19. | Christian Pfannberger | Autriche    | 307    |
| 20. | Nicolas Vogondy       | France      | 286    |

| #   | Équipe                       | Pays        | Pts     |
| 1.  | Acqua & Sapone               | Italie      | 1875    |
| 2.  | Barloworld                   | Royaume-Uni | 1749    |
| 3.  | L.P.R. Brakes                | Irlande     | 1672,6  |
| 4.  | Agritubel                    | France      | 1640    |
| 5.  | Perutnina Ptuj               | Slovénie    | 1313    |
| 6.  | Mitsubishi-Jartazi           | Estonie     | 1271    |
| 7.  | Ceramica Flaminia            | Irlande     | 1204    |
| 8.  | Serramenti PVC Diquigiovanni | Venezuela   | 1137,6  |
| 9.  | Rabobank Continental         | Pays-Bas    | 1105,92 |
| 10. | Liberty Seguros Continental  | Portugal    | 1082    |
| 11. | Topsport Vlaanderen          | Belgique    | 1016    |
| 12. | LA-MSS                       | Portugal    | 835     |
| 13. | P3 Transfer-Batavus          | Pays-Bas    | 804     |
| 14. | Garmin-Chipotle              | États-Unis  | 769     |
| 15. | CSF Group-Navigare           | Irlande     | 759,2   |
| 16. | CCC Polsat-Polkowice         | Pologne     | 759     |
| 17. | Contentpolis-Murcia          | Espagne     | 753     |
| 18. | Katyusha                     | Russie      | 751     |
| 19. | Auber 93                     | France      | 743     |
| 20. | Rietumu Bank-Riga            | Lettonie    | 742     |

### Classements par nations
| #   | Pays        | Pts     |
| 1.  | Italie      | 3842,4  |
| 2.  | Espagne     | 2423,66 |
| 3.  | Pays-Bas    | 2316,86 |
| 4.  | Slovénie    | 2122    |
| 5.  | France      | 2091,2  |
| 6.  | Allemagne   | 1844,8  |
| 7.  | Pologne     | 1844,32 |
| 8.  | Belgique    | 1804,2  |
| 9.  | Russie      | 1723    |
| 10. | Ukraine     | 1496    |
| 11. | Royaume-Uni | 1379,2  |
| 12. | Portugal    | 1158,25 |
| 13. | Danemark    | 1133    |
| 14. | Autriche    | 897     |
| 15. | Bulgarie    | 725     |
| 16. | Croatie     | 690     |
| 17. | Suède       | 654     |
| 18. | Estonie     | 630     |
| 19. | Irlande     | 591     |
| 20. | Lettonie    | 573     |

| #   | Pays (U23)  | Pts    |
| 1.  | Italie      | 1084   |
| 2.  | France      | 984,2  |
| 3.  | Russie      | 948    |
| 4.  | Belgique    | 922,52 |
| 5.  | Allemagne   | 849,66 |
| 6.  | Pays-Bas    | 742,2  |
| 7.  | Royaume-Uni | 444    |
| 8.  | Danemark    | 380    |
| 9.  | Slovénie    | 321    |
| 10. | Ukraine     | 315    |
| 11. | Pologne     | 308    |
| 12. | Portugal    | 280    |
| 13. | Lituanie    | 227,64 |
| 14. | Irlande     | 224    |
| 15. | Suisse      | 179,2  |
| 16. | Autriche    | 176    |
| 17. | Moldavie    | 145    |
| 18. | Croatie     | 136    |
| 19. | Norvège     | 126    |
| 20. | Serbie      | 124    |